# Vladimir Trusenyov
Vladimir Trusenyov, né le 3 août 1931 à Bouïnsk (Tatarstan), est un ancien athlète soviétique qui a établi un record du monde du lancer du disque en 1962 et été champion d'Europe. Son poids de forme était de 112 kg pour une taille de 1,90 m.

## Carrière
Il a été quatrième des championnats d'URSS en 1956, troisième en 1957 et deuxième en 1958. Sa première apparition sur la scène internationale remonte à 1958 lors des championnats d'Europe à Stockholm. Avec un lancer à 53,74 m, il terminait troisième à dix-huit centimètres du Polonais Edmund Piątkowski et à huit centimètres du Bulgare Todor Artarski.
En 1960, Trusenyov terminait seulement cinquième des championnats d'URSS et représentait quand même l'URSS aux Jeux olympiques d'été de 1960 à Rome. Après un lancer à 54,31 m en qualifications, il lançait encore à 52,93 m en finale et terminait au quinzième rang. En 1961, il était quatrième aux championnats nationaux.
L'année suivante allait être sa meilleure saison. Le 4 juin 1962, il établissait avec 61,64 m un nouveau record du monde, améliorant le record d'Al Oerter de 54 centimètres. Ce dernier reprenait son bien moins d'un mois plus tard, en lançant à 62,45 m le 1er juillet. Après être devenu champion national pour la première fois, Trusenyov espérait une victoire lors de la rencontre USA-URSS. Il terminait troisième, derrière Oerter et Richard Babka. En septembre 1962, lors des championnats d'Europe à Belgrade, Trusenyov devenait champion d'Europe de façon très convaincante. Avec 57,11 m, il avait plus d'un mètre de marge sur le Néerlandais Kees Koch.
En 1963, il terminait quatrième au niveau national et redevenait champion en 1964. En 1964, lors des 
Jeux olympiques de Tokyo, il se classait huitième. Bien qu'encore champion d'URSS en 1965 et 1966, il ne put se qualifier pour la finale des championnats d'Europe de 1966. Après encore une cinquième place nationale en 1967 et une sixième en 1968, il arrêta sa carrière.
À part Vladimir Trusenyov, un autre Soviétique a réussi à devenir détenteur du record du monde, il s'agisait de Yuriy Dumchev en 1983.

## Palmarès

### Jeux olympiques d'été
- Jeux olympiques de 1960 à Rome ( Italie)
  - 15e au lancer du disque
- Jeux olympiques de 1964 à Tokyo ( Japon)
  - 8e au lancer du disque

### Championnats d'Europe d'athlétisme
- Championnats d'Europe d'athlétisme de 1958 à Stockholm ( Suède)
  -  Médaille de bronze au lancer du disque
- Championnats d'Europe d'athlétisme de 1962 à Belgrade ( Yougoslavie)
  -  Médaille d'or au lancer du disque
- Championnats d'Europe d'athlétisme de 1966 à Budapest ( Hongrie)
  - éliminé en série au lancer du disque

### Records
- Record du monde du lancer du disque avec 61,84 m  le 4 juin 1962 à St. Petersburg en Floride (amélioration de 54 centimètres du précédent record détenu par Al Oerter, sera battu par Al Oerter le 1er juillet 1962)

## Sources
- (de) Cet article est partiellement ou en totalité issu de l’article de Wikipédia en allemand intitulé « Wladimir Iwanowitsch Trussenjow » (voir la liste des auteurs).